# Portavocía de la Junta de Extremadura
A la Portavocía de la Junta de Extremadura le corresponde recabar de las distintas Consejerías, organismos y entes del sector público autonómico todo tipo de información que sobre las mismas sea requerido por la Presidencia de la Junta de Extremadura para el ejercicio de sus altas funciones.
Además, le corresponde la dirección, ejecución y coordinación de la política de comunicación de la Junta de Extremadura; imagen corporativa de la Administración autonómica; coordinación de la actividad publicitaria bajo los criterios fijados por la Comisión General de Comunicación; y las actuaciones de la Junta de Extremadura en relación con la Ley 3/2008, de 16 de junio, reguladora de la Empresa Pública "Corporación Extremeña de Medios Audiovisuales".
Asimismo, le corresponde las relaciones con la ciudadanía y con las Entidades Locales territoriales y no territoriales, así como las funciones de relación entre la Junta y la Asamblea de Extremadura. En particular, le corresponde recabar de las diferentes Consejerías cuanta información y documentación precisen de la Junta de Extremadura las diferentes Comisiones Parlamentarias, así como coordinar la comparecencia en sede parlamentaria de los miembros de la Junta de Extremadura, autoridades y funcionarios públicos competentes por razón de la materia objeto de debate.
Su actual titular y máximo responsable es Isabel Gil Rosiña.

## Estructura Orgánica
- Servicio de Prensa y Publicidad